# Lopik
Lopik es una población y un municipio de la provincia de Utrecht en los Países Bajos. Cuenta con una superficie de 78,92 km² de los que 3,14 km² corresponden a la superficie ocupada por el agua. El 1 de enero de 2014 tenía una población de 13.999 habitantes, lo que supone una densidad de 185 h/km². 
El municipio está formado por Benschop, Cabauw, Jaarsveld, Lopik, Lopikerkapel, Polsbroek, Polsbroekerdam, Way y Willige Langerak. El ayuntamiento se encuentra en Lopik, que es la población mayor. 

## Galería de imágenes

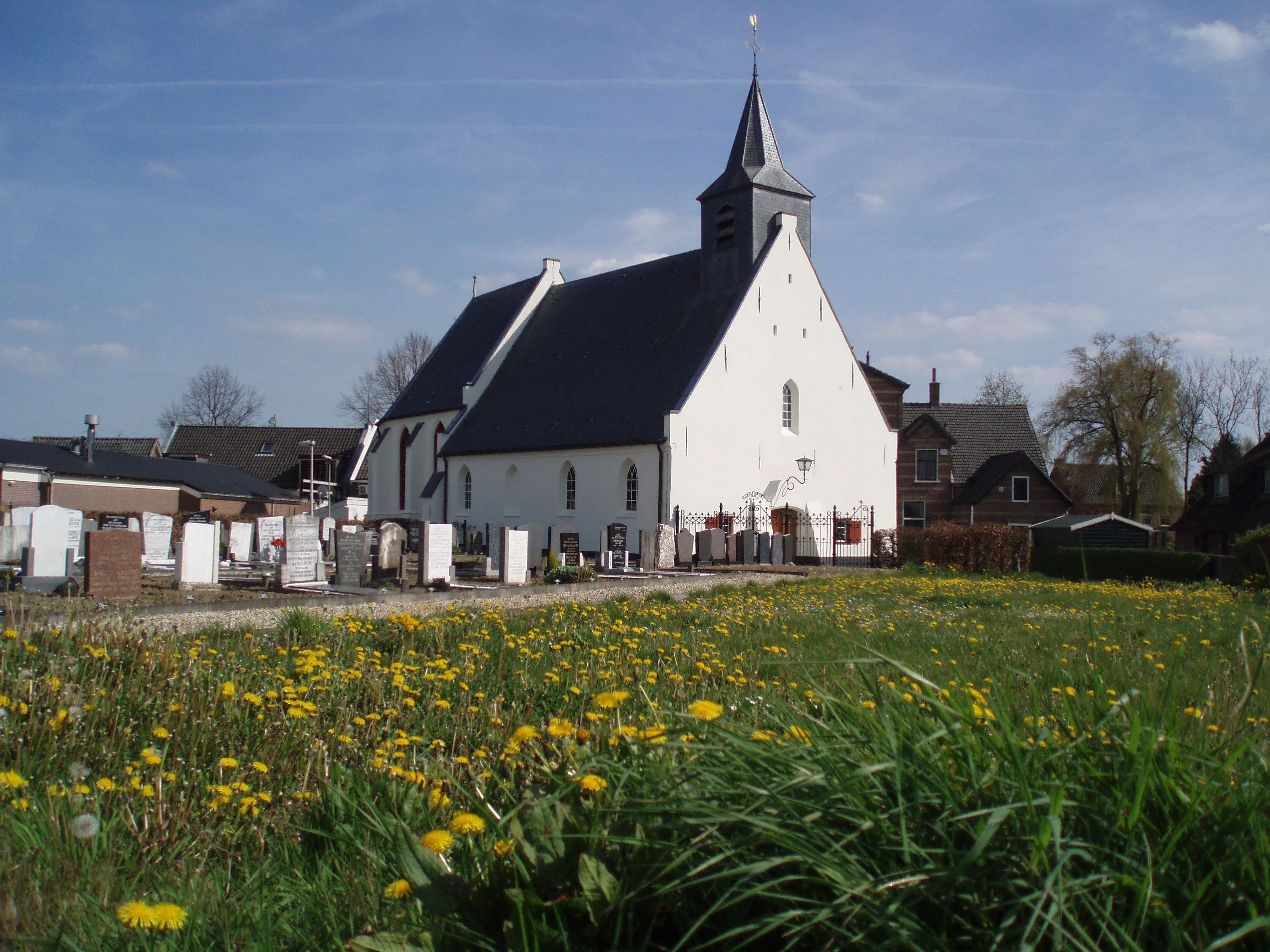
Lopikerkapel
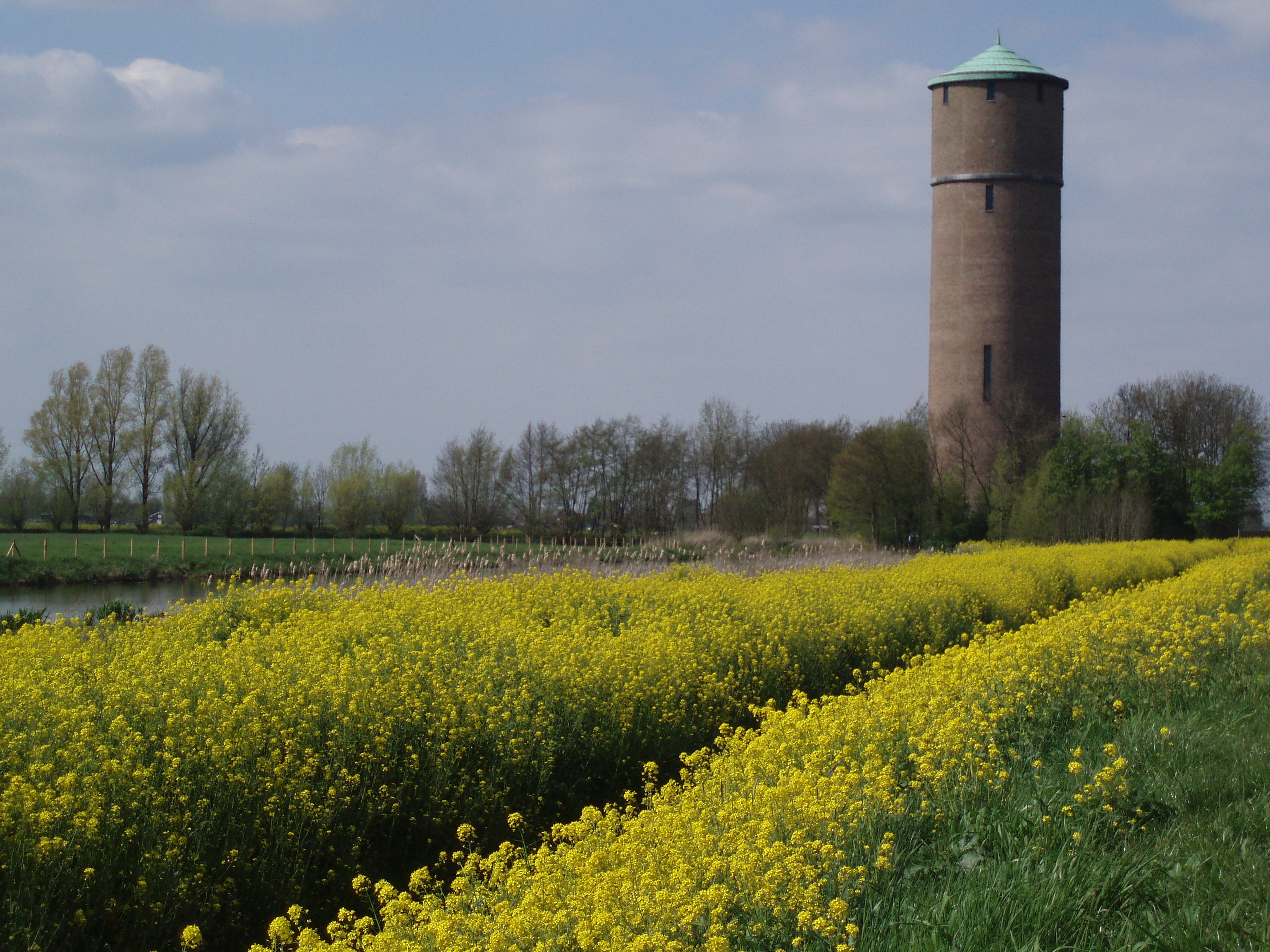
Lopik, torre de agua
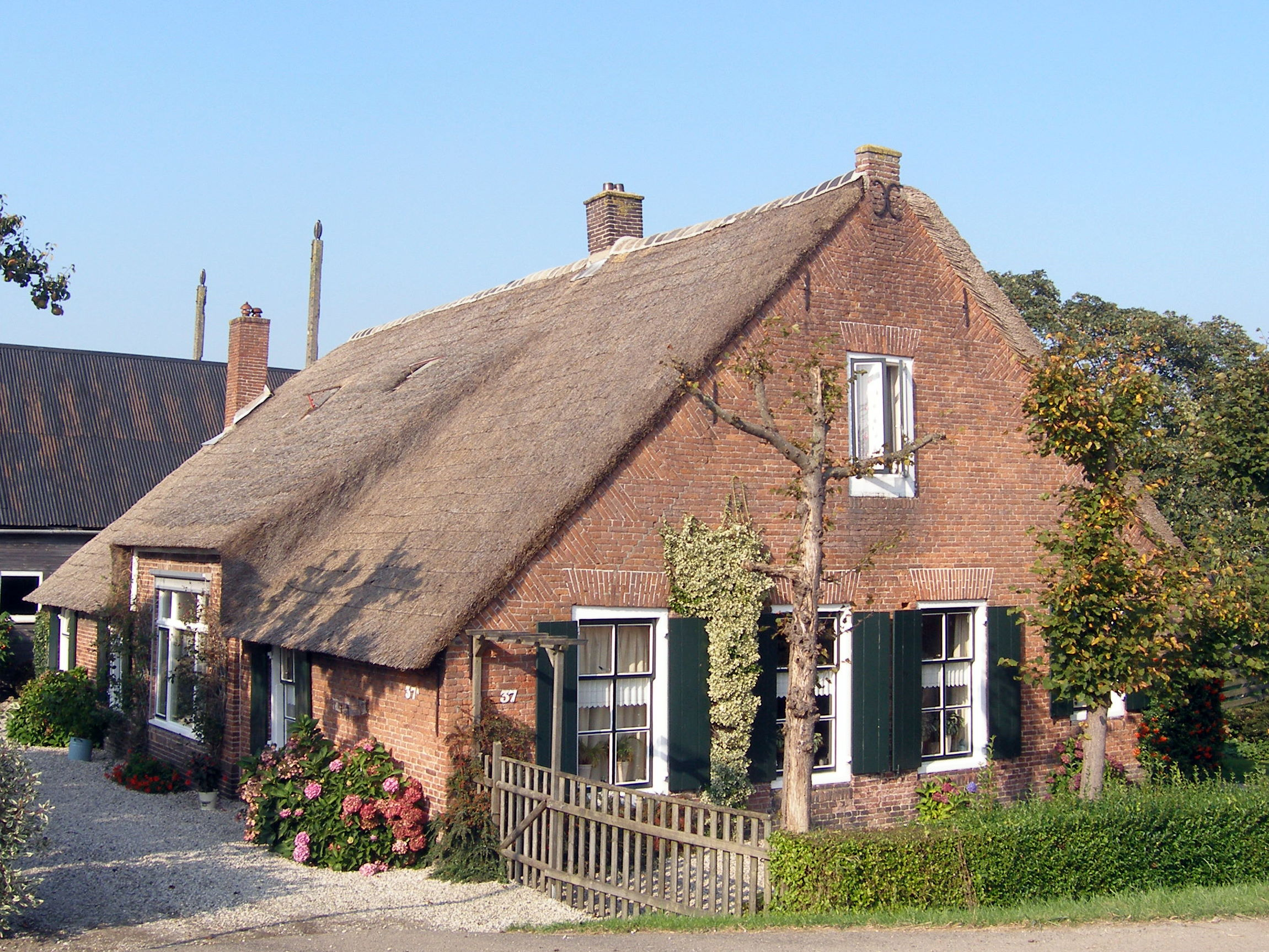
Lopik, una granja
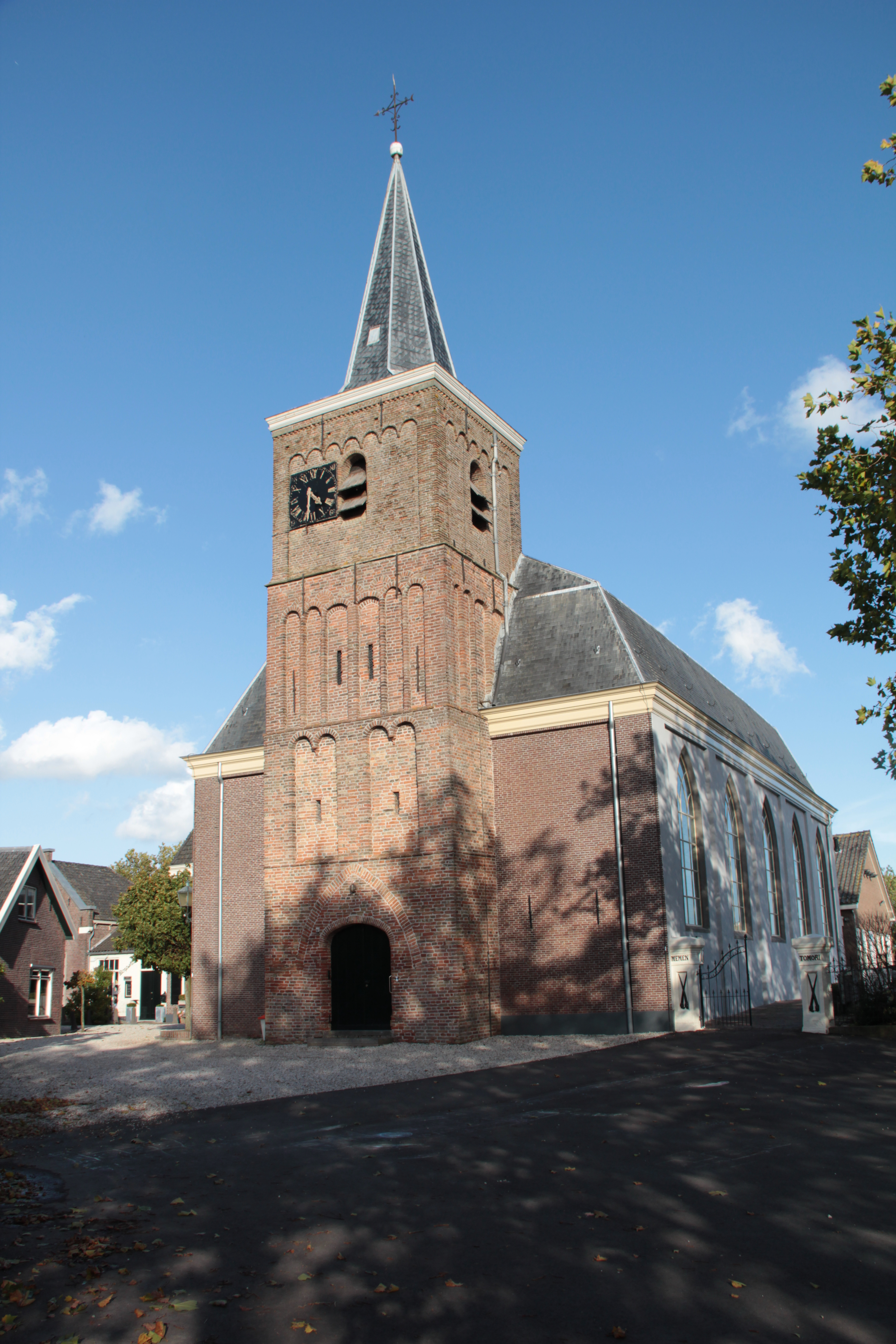
Polsbroek, iglesia reformada holandesa, torre del siglo XIV